# 17506 Walschap
A 17506 Walschap (ideiglenes jelöléssel 1992 GW4)a Naprendszer kisbolygóövében található aszteroida. Eric Walter Elst fedezte fel 1992. április 4-én.